# سیارک ۷۳۴۹۱
سیارک ۷۳۴۹۱ (به انگلیسی: 73491 Robmatson، نامگذاری:2002PO164) هفتاد و سه هزار و چهارصد و نود و یکمین سیارک کشف شده‌است که در ۸ اوت ۲۰۰۲ کشف شد.